# Erhvervsminister
 Denne artikel omhandler overvejende eller alene danske forhold. Hjælp gerne med at gøre artiklen mere almen.
Erhvervsministeren er den minister, der har ansvaret for byerhvervene (handel, håndværk, industri og søfart). 
Siden 30. december 1996 har landbrug og fiskeri hørt under fødevareministeriet. Tidligere havde disse to erhverv ofte deres egne ministerier. 
Handelsministeriet blev nedlagt i 1848 og genoprettet i 1908. I den mellemliggende periode var erhvervsspørgsmålene delt mellem andre ministerier.
Ved regeringsdannelsen den 3. oktober 2011 blev der oprettet et handels- og investeringingsministerium.